# Nutaarmiut
Nutaarmiut – miejscowość na zachodnim wybrzeżu Grenlandii, w gminie Qaasuitsup. Według danych oficjalnych liczba mieszkańców w 2011 roku wynosiła 46 osób.